# Ramoetsana Community
Ramoetsana Community är en gemenskap i Lesotho.   Den ligger i distriktet Mafeteng District, i den sydvästra delen av landet, 70 km söder om huvudstaden Maseru.